# Fetească Regală
La Feteasca Regală è un vitigno a bacca bianca romeno. Si pensa che sia il risultato dell'ibridazione naturale tra la Fetească Albă e la Grasă de Cotnari.

## Storia
Il vitigno è stato identificato nel 1920 a Daneș, mentre nel 1928, all'Esposizione Nazionale di Vini e Frutta (in romeno Expoziția Națională de Vinuri și Fructe) a Bucarest, il vino prodotto grazie a questo vitigno è stato presentato riscuotendo ottimi giudizi da parte della critica.

## Diffusione
Il vitigno viene coltivato anche in Moldavia, Bulgaria, Russia e Germania, dove è noto con il nome di Königliche o Königsast